# Ванджях
Ванджях (до 2023 года — Ледник Фе́дченко) — самый большой ледник на Памире. Расположен на территории центрального Таджикистана (Горно-Бадахшанская автономная область). Относится к горно-долинному типу ледников. Это самый длинный ледник в мире за пределами полярных регионов. Площадь ледника около 700 км². Среди ледников Евразии ледник Ванджях уступает по площади лишь каракорумским ледникам Сиачен (длина 76 км, площадь 750 км²) и Балторо (длина 62 км, площадь 750 км²).
31 июля 2023 года ледник был переименован правительством Таджикистана в ледник Ванджях.

## География
Длинный и прямой ледник берёт начало в цирке на высоте 6200 м, образованном северными склонами пика Парижской Коммуны (6350), пика 26 Бакинских Комиссаров (6848) и северо-западным склоном пика Независимости (ранее пик Революции) (6940). Все вершины принадлежат к Язгулемскому хребту. Ледник протянулся на 77 км к северу вдоль восточного основания хребта Национальной академии наук Таджикистана. Крупнейшие левые притоки — ледники Тахмураси Боло, Национальной академии наук Таджикистана, Робии Озод, Кашолях, Хамях. Крупнейшие правые притоки — ледники Мирсаида Миршакара и Кандила Джураева. Всего в системе ледника Ванджях насчитывается 45 ледников.
Уклон ледниковой поверхности большей частью 1,5-2,5°, скорость движения льда до 66,8 см/сут. Скорость движения ледника в фирновой области 216 м/год, в средней части — 252 м/год, около языка — 126 м/год. Верхний конец ледника находится на высоте 6280 м, нижний — 2900 м высота снеговой линии 4650 м. Максимальная толщина льда в средней части достигает километра, а объём оценивается в 144 км³ — для сравнения, это около трети объёма озера Эри.
На леднике четко выражены гряды срединных и боковых морен; нижний конец засыпан мореной.
Из-под языка ледника вытекает река Сельдара, которая, сливаясь с Сардобрудом, образует реку Мугоб. Таким образом, ледник принадлежит к бассейну Амударьи.

## Открытие и исследование

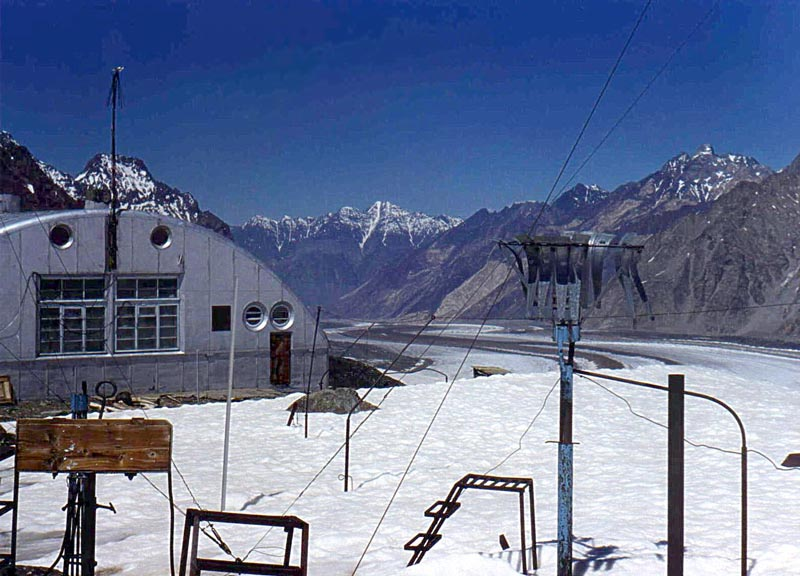
Гидрометеорологическая станция на леднике Ванджях

Нижняя часть ледника Ванджях была открыта в 1878 году В. Ф. Ошаниным, средняя и верхняя части открыты Памирской экспедицией 1928 года. Он назван первооткрывателями в честь русского исследователя и путешественника по Памиру, первооткрывателя Заалайского хребта и пика Ленина Алексея Павловича Федченко, погибшего в 1873 в Альпах.
«Я посвятил его (ледник) памяти Алексея Павловича Федченко, — писал В. Ф. Ошанин. — Я желал этим выразить, хотя в слабой степени, мое глубокое уважение к замечательным трудам моего незабвенного товарища, которому мы обязаны разъяснением стольких тёмных вопросов в географии и естественной истории Средней Азии. Я желал, чтобы имя его навсегда осталось связано с одним из грандиознейших глетчеров среднеазиатского нагорья, — желал этого потому, что изучение ледниковых явлений особенно занимало Алексея Павловича. Пусть „Федченковский ледник“ и в далеком будущем напоминает путешественникам имя одного из даровитейших и усерднейших исследователей Средней Азии!».
Первая карта ледника и прилегающей территории была составлена топографом И. Г. Дорофеевым.
Недалеко от устья ледника Кашолях, на скальных выступах левого борта ледника Ванджях на высоте 4169 м стоит гидрометеорологическая станция имени академика Н. П. Горбунова. Здание станции было построено в 1933 году (архитектор — В. Р. Блезе), для чего к месту постройки была организована доставка 16 тонн груза верблюдами и лошадями:118. До 1995 года станция постоянно работала. В период Международного геофизического года (1957—1959) в верхней части ледника Ванджях на высоте около 4900 м функционировала гляциологическая станция «Ледник Витковского» и станция у нижнего конца ледника.